# Mansão X
No Universo ficcional da Marvel Comics, a Mansão X, nome abreviado para Mansão Xavier, é a Base de Operações local de treinamento dos X-Men. Também usado como uma escola para adolescentes mutantes, o Instituto Xavier para Estudos Avançados, antigamente chamada de Escola Xavier para Jovens Superdotados (Xavier's School for Gifted Youngsters, no original). É também o quartel-general da Corporação X. Seu endereço é Avenida Graymalkin Lane, n° 1407, na cidade de Salem Center, no Condado de Westchester, Nova York.

## História
A Mansão X foi herdada por Charles Xavier, tem estado em sua famíla há dez gerações.
Como Escola para Jovens Superdotados do Professor Xavier, a Mansão X foi o local de Treinamento das duas primeiras gerações de X-Men adolescentes:
- Os X-Men originais: Ciclope, Garota Marvel, Fera, Homem de Gelo e Anjo
- Os Novos Mutantes originais: Míssil, Lupina, Miragem, Karma e Mancha Solar

Em X-Men volume 2 #38 (novembro de 1994), a Mansão X foi renomeada de Escola para Jovens Superdotados do Professor Xavier para Instituto Xavier para Estudos Avançados, devido a maioria dos X-Men serem agora adultos e não mais adolescentes. A Escola para Jovens Superdotados do Professor Xavier foi realocada para a Academia Massachusetts em Boston, Massachusetts, que serviu como local de treinamento para a terceira geração de X-Men adolescentes, a Geração X, começando em Geração X #1 (novembro de 1994)
Alguns anos depois, a Academia Massachussetts foi permanentemente fechada em Geração X #75 (junho de 2001). A escola para jovens mutantes foi transferida de volta para a Mansão X, mas os nome Escola para Jovens Superdotados do Professor Xavier não foi mais usado. Atualmente tendo aulas no Instituto Xavier para Estudos Avançados na Mansão X, está a quarta geração de X-Men adolescentes, como detalhado nos Novos X-Men de Grant Morrison, e em Novos Mutantes volume 2 (relançado como New X-Men: Academia X, em julho de 2004).
Embora protegida por defesas high-tech, a Mansão X tem sido constantemente invadida por supervilões e mutantes malignos enfrentados pelos X-Men. Na verdade a Mansão X tem sido destruída e reconstruída vária vezes. Em Operação: Tolerância Zero, Bastion, depois de forçar Jubileu a revelar as defesas da Mansão, invadiu-a removendo tudo que interessava de dentro. Após Bastion ser derrotado, os x-men voltaram para a mansão e colocaram as coisas em ordem, como mostrado em X-Men volume 2 #70 (novembro de 1997). Mais recentemente, a Mansão X sobreviveu a um ataque da Guarda Imperial de Shi'ar em Novos X-Men #122-126 (março a julho de 2002) assim como a um motim de estudantes liderados por Kid Omega em Novos X-Men #134-138 (janeiro a maio de 2003). Na Saga Planeta X de Novos X-Men 146-150, no entanto, a Mansão X foi destruída; o processo de reconstrução pode ser visto em Novos X-Men #155-156 (junho de 2004).

### Professores
- Lince Negra ensina na classe de Ciência da Computação e faz parte da equipe sênior.
- Karma ensina francês e toma conta dos mutantes jovens demais para se juntar aos Novos Mutantes.
- Noturno ensina teatro.
- Emma Frost, além de ser a Diretora do Instituto Xavier, também ensina Ética, para o horror de Kitty Pryde.
- Fera ensina ciências e matemática e faz parte da equipe sênior, presumivelmente supervisionar e currículos académicos.
- Ciclope além de ser o director do Instituto Xavier, também ensina a liderança eletivo e táticas
- Wolverine ensina combate.

## Aparência
A Mansão X tem o formato de um X. No meio do pátio principal está a Estátua Memorial Fênix, dedicado à memória de Jean Grey. Salas de destaque incluim a Sala de Perigo e a sala que contém o Cérebro. A Diretoria, sala de Ciclope e Emma Frost é no andar de cima. A quadra de basquete é uma área bem popular; foi lá que ocorreu uma partida bem conhecida em X-Men volume 2 #4 (janeiro de 1992) em que os X-Men usaram seus poderes mutantes. Logo abaixo da quadra de basquete fica o hangar, que guarda muitos veículos como o jato conhecido como Pássaro Negro.

## Cinema
Em X-Men: O Filme (2000), a Mansão X foi representada por um castelo que tem um aspecto da Europa medieval, e fica localizado na cidade de Toronto, no Canadá. Em X-Men 2 (2003), X-Men: The Last Stand (2006), Deadpool (2016), e Deadpool 2 (2018) a Mansão X foi retratada por Hatley Castle em outra cidade canadense, Vitória (Colúmbia Britânica). Elementos de Hatley Castle influenciaram a aparência da Mansão em X-Men: Days of Future Past, X-Men: Apocalypse, e Dark Phoenix. Em X-Men: First Class (2011), a Mansão X foi filmada em Englefield House, uma mansão elizabetana em Berkshire, Inglaterra.